# Чаннелд-Скаблендс
Чаннелд-Скаблендс (англ. Channeled Scablands) — один из скэблендов на Колумбийском базальтовом плато в Северной Америке. Сформирован катастрофическими суперпаводками (дилювиальными потоками, потопами, фладстримами, мегафладами) из ледниково-подпрудных озёр, находившихся на территории современного штата Вашингтон (США) в недавнем геологическом прошлом (эпоха Плейстоцена).

## История названия

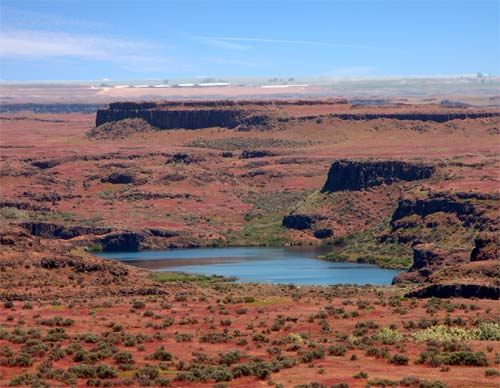
Drumheller Channels.

Наименование «Channeled Scabland» ввёл открыватель миссульских паводков Дж. Х. Бретц (англ. J. H. Bretz). Поскольку слово «долина» не выражало морфологических особенностей густой сети сухих русел, врезанных в Колумбийский скэбленд, Дж. Бретц назвал эти русла «каналами», после чего вся территория получила название «The Channeled Scabland».
После того, как в последней четверти XX века на Алтае также были обнаружены формы дилювиального рельефа (А. Н. Рудой, В. В. Бутвиловский), термин «скэбленд» вошёл в мировую практику как общее обозначение территории ледниковой и приледниковой зон, подвергающейся или подвергавшейся ранее многократному воздействию катастрофических суперпаводков (дилювиальных потоков, потопов, фладстримов, мегафладов) из ледниково-подпрудных озёр. Что же касается «Рельефа изрезанных земель (Channeled Scabland)» Дж. Бретца, то он сохранился как имя собственное той территории, где впервые и был обнаружен американскими геологами. В настоящее время научное направление, изучающее процессы катастрофических прорывов гигантских ледниково-подпрудных озер, а также геологическую работу прорывных суперпотоков, получило развитие в теории дилювиального морфолитогенеза, разрабатываемую в России её автором А. Н. Рудым, а также Г. Г. Русановым и другими геологами.
В эту работу активно включились и известные исследователи североамериканского скэбленда, такие, как В. Р. Бейкер, Г. Комацу и др.